# Волково (община Прилеп)
Вижте пояснителната страница за други значения на Волково.
Волково, още Волково село или Волкосело (на македонска литературна норма: Волково), е село в южната част на Северна Македония, община Прилеп.

## География
Селото е разположено в северното подножие на Дрен планина, южно от общинския център Прилеп.

## История
В XIX век Волково е чисто българско село в Прилепска кааза на Османската империя. В „Етнография на вилаетите Адрианопол, Монастир и Салоника“, издадена в Константинопол в 1878 година и отразяваща статистиката на населението от 1873 година, Вълково село (Valkovo-Sélo) е посочено като село с 25 домакинства и 175 жители българи.
Според статистиката на Васил Кънчов („Македония. Етнография и статистика“) от 1900 година Волкоо Село има 98 жители, всички българи християни.
На Етнографската карта на Битолския вилает на Картографския институт в София от 1901 година Влъково е чисто българско село в Прилепската каза на Битолския санджак с 14 къщи.
В началото на XX век българското население на селото е под върховенството на Българската екзархия. По данни на секретаря на екзархията Димитър Мишев („La Macédoine et sa Population Chrétienne“) през 1905 година в Волково има 96 българи екзархисти.
По време на Балканската война в 1912 година 2 души от Волково се включват като доброволци в Македоно-одринското опълчение.
Според преброяването от 2002 година селото има 42 жители, всички македонци.
На 17 юли 2006 година митрополит Петър Преспанско-Пелагонийски осветява основите на църквата „Възнесение Господне“, кръстокуполен храм от византийски тип.

## Личности
Родени във Волково
- Атанас Ацев Талев (1892 – 1917), македоно-одрински опълченец, Втора рота на Четвърта битолска дружина.[8] Загинал през Първата световна война.[9]